# 嗜血狂鯊
《嗜血狂鯊》（英語：Mega Shark Versus Giant Octopus）是一部2009年美英合拍的怪獸災難片，由傑克·佩雷斯執導兼編劇，知名歌手黛比·吉布森和演員羅倫佐·拉瑪斯主演，瘋人院影業製作和發行。該片為《無敵巨鯊》系列電影的首部作品，故事描述兩隻史前海怪現身於現代的海洋，並對人類世界造成災難性的浩劫。該片於2009年5月19日以DVD首映的方式在美國發行。

## 劇情
當冰藏於阿拉斯加州的史前巨鯊和大章魚得以釋放後，兩隻大海怪現代海洋中到處移動，並對人類文明造成威脅。對此，美軍和日本政府找來了海洋生物學家艾瑪、桑德斯及島田來想出對策；但軍方的各種武器似乎都對大海怪難以產生傷害，這使艾瑪決定讓牠們「自相殘殺」。

## 演員
- 黛比·吉布森 飾 艾瑪·麥尼爾
- 羅倫佐·拉瑪斯 飾 艾倫·巴克斯特
- 維奇·趙（英语：Vic Chao） 飾 島田誠治
- 馬克·亨斯特 飾 迪克·瑞奇
- 西恩·勞洛（英语：Sean Lawlor） 飾 拉馬爾·桑德斯
- 史蒂芬·布萊哈特（英语：Stephen Blackehart） 飾 美國水下聲納主任
- 魯斯·金斯頓（英语：Russ Kingston） 飾 史考特上將

## 發行
2009年5月中旬，《嗜血狂鯊》的首支預告片釋出後在網上迅速流傳並大受歡迎，在MTV.com及YouTube上皆獲得了超過一百萬的點擊率，這大幅推動了DVD的訂購。該預告片也被雅虎列入2009年十大預告片之一，其瀏覽量甚至超越了《阿凡達》。
《嗜血狂鯊》在美國於2009年5月19日以DVD首映的方式發行，同年8月7日在英國發行。

## 迴響
《嗜血狂鯊》發行後主要獲得了負面的評價，爛番茄根據22篇評論，新鮮度僅18%，平均得分為3.34／10；大多是批評其拙劣的特效、故事和演出。

## 備註
1. ↑  掛名為艾斯·漢納（Ace Hannah）。

## 外部連結
- 互联网电影数据库（IMDb）上《嗜血狂鯊》的资料（英文）
- 爛番茄上《嗜血狂鯊》的資料（英文）
- AllMovie上《嗜血狂鯊》的资料（英文）